# Konan (Naruto)
Konan (小南 Konan?) es un personaje del manga y anime Naruto. Ella es la única ninja femenina en Akatsuki y el único miembro que llama a su compañero, Pain, por su nombre. Luego de la muerte de Pain, quien fungía como líder de la Aldea Oculta de la Lluvia, Konan pasó a ser la nueva líder de la aldea, durante un breve tiempo. Poco después, fue asesinada por Obito Uchiha como represalias por haber desertado de Akatsuki y por haberlo traicionado. Es su versión original es interpretada por Atsuko Tanaka, mientras que en el doblaje para Hispanoamérica es interpretada por María Fernanda Morales.

## Descripción

Tigre blanco (白虎, Tigre blanco Byakko) Anillo de Konan

Konan es una mujer que hasta ahora siempre se ha mostrado bajo el atuendo típico de Akatsuki: atuendo negro y largo con los emblemas de la nube roja. Durante mucho tiempo se mantuvo su apariencia en secreto a lo largo de la historia. Tiene el cabello entre violeta y azul, lacio y corto y se adorna el peinado llevando en la cabeza una rosa azul pálido hecha mediante origami.
Al contrario que los otros miembros de Akatsuki , Konan y Pain no son Ninjas Renegados, ya que pertenecen a la Aldea Oculta de la Lluvia. Konan es calmada y muy fría.

## Personalidad
Konan era inteligente, estoica, tranquila y sensata al igual que su compañero, Nagato. Cuando era niña, era brillante, compasiva y relativamente alegre, en comparación con la actitud dura de Yahiko y la sensibilidad de Nagato. Sin embargo, los sucesos traumáticos desde entonces la han llevado a convertirse en una persona muy seria y nunca habló durante las reuniones de Akatsuki. Sin embargo, siempre ha puesto la seguridad de sus compañeros de equipo por encima de la suya. Konan tenía sentimientos románticos hacia Yahiko, que fueron correspondidos.
Ella parecía ser más empática que la mayoría de los otros miembros de Akatsuki, ya que parecía triste cada vez que recordaba su pasado. También expresó una gran lealtad y cortesía a Pain, cumpliendo sus órdenes sin dudarlo, velando por su bienestar y teniendo siempre plena fe en sus habilidades. Ella actuó como intermediaria entre Pain y la Aldea de la Lluvia, por lo que los aldeanos le dieron el título de "Ángel de Dios", porque con sus alas de papel activadas, se parece a uno.
Tenía la capacidad de leer las emociones de Pain sin que él las expresara facialmente, presumiblemente como resultado de haberlo conocido durante tanto tiempo. Tan pronto como Obito le ordenó a Pain que capturara al Zorro de las Nueve Colas, se dio cuenta de inmediato de que había algo en la orden que molestó mucho a su compañero emocionalmente amortiguado.
Después del sacrificio de Nagato, Konan se vuelve ferozmente inflexible para proteger a Naruto, la persona a la que Nagato le confió su misión de paz mundial, llegando incluso a proclamarle toda la lealtad de la Aldea de la Lluvia. Ella fue igualmente feroz al defender los restos de Nagato de Obito yendo tan lejos como para prepararse para ataques suicidas contra él si eso significaba proteger a Nagato y Naruto de él.
En el anime, se demostró que Konan era más realista que Nagato, ya que Obito declaró que no esperaba que los argumentos de Naruto por sí solos fueran suficientes para ponerla en contra de Akatsuki, lo que explicó más detalladamente cuando comparó a Naruto con Obito y se dio cuenta de que Naruto es la nobleza personificada mientras que Obito era la oscuridad personificada. Al igual que Nagato, también recuperó su gran estima por Jiraiya porque antes de su pelea con Obito, recordó su tiempo con Jiraiya.

## Creación
En Naruto Hiden: Sha no Sho Character Official Data Book, Masashi Kishimoto reveló que siempre había planeado que Konan fuera el único miembro femenino de Akatsuki y, por esa razón, le dio un diseño bastante revelador. Él comenta en broma que "ella es obscena, pero todavía usa ropa, aunque su manto de Akatsuki lo cubre, y se convierte en papel de inmediato". En la obra de arte conceptual, su ombligo también se muestra perforado.

## Historia

### Pasado
Cuando eran niños, Konan y Yahiko quedaron huérfanos debido a una de las múltiples guerras de la Aldea Oculta de la Lluvia, obligándoles a que se protegieran ellos mismos. Más tarde Konan se encontró a Nagato estando agonizante debido al hambre y ella lo llevó junto a Yahiko y los tres se encontraron luego a los Sannin, quienes les dieron comida. Konan les impresionó haciendo una flor perfecta de las envolturas de la comida. Después de que Nagato matara a un ninja de la Aldea Oculta de las Rocas, Jiraiya decidió aceptar la petición de los niños y comenzó a enseñarles ninjutsu. Luego de que Jiraiya se marchara, Nagato, Yahiko y Konan formaron una organización al mando de Yahiko, a la que Hanzou no pudo ignorar. Más tarde, Hanzou ofreció un falso trato con Yahiko, Nagato y Konan a la que estos aceptaron, pero luego al día siguiente Konan fue raptada por Danzo y Hanzou y pidieron como recompensa la muerte de Yahiko para liberar a Konan. Al ver esto, Yahiko se abalanza contra Nagato para que este lo mate, muriendo así, Konan y Nagato sufrieron la pérdida de su amigo. Más tarde, Hanzo ordena a sus hombres que maten a Nagato pero repele todos sus ataques y salva Konan pidiéndole a esta que proteja el cuerpo de Yahiko mientras que el luchaba contra los ninjas de Danzo y Hanzo.

### Akatsuki
Es la compañera de Pain en la organización, y al igual que este, está al corriente de la identidad de Tobi y sus planes, al contrario que otros miembros del grupo. La relación con los demás miembros de Akatsuki, excluyendo a Pain y Obito Uchiha, es bastante fría, ya que no se la ha visto hablar ni discutir con ellos.
Sin embargo Konan mantiene una relación estrecha con su compañero Pain (Nagato) ya que su amistad proviene desde la infancia.

### Jiraiya en la Aldea Oculta de la Lluvia
Konan hizo su primera aparición cuando avisó a Pain de la llegada de Madara Uchiha, durante la saga en que Jiraiya acudió a buscar información sobre Pain a la Aldea de la Lluvia. Cuando comenzó a llover después de que Madara se fuera, ella comentó la forma en que la lluvia hacía parecer que la aldea estuviera llorando. Estaba con Pain cuando éste descubrió la infiltración de Jiraiya en la aldea. Cuando Pain detuvo la lluvia, Konan usó sus habilidades para localizar a Jiraiya, mientras su compañero cambiaba de cuerpo. Regresó para informarle a éste sobre la identidad del intruso, y acudió a mantener a éste a raya hasta que Pain apareciera. Atacó a Jiraiya con lanzas de papel, pero él lo vio llegar y utilizó su técnica del Fuego del Sapo para detener las lanzas. Jiraiya la recordó, felicitándola por su poder y belleza. Jiraiya fácilmente volvió el cuerpo de Konan rígido con el aceite de sapo, pero en ese momento apareció Pain y el sannin cambió de adversario, empezando la batalla contra el líder de Akatsuki.

### Invasión y destrucción de la Aldea Oculta de la Hoja
Más tarde, en el hogar de Pain y Konan, Madara los visitó a propósito de su búsqueda del Zorro Demonio de Nueve Colas. Después de explicar la invasión de Jiraiya, Madara se burló de Pain, al que Konan rápidamente defendió, recordándole a Madara de nuevo que Pain es invencible. Después de la marcha de Madara, Pain le dijo a ella que se preparara para ir a Konoha.
Luego se los ve a ella y todos los cuerpos de Pain llegan a Konoha y derrotan a bastantes ninjas Konan y Pain se infiltraron en la Aldea, y ella pasó a formar parte del grupo de reconocimiento.
Konan, atrapa a un ninja con su jutsu de origami y le pregunta donde está Naruto Uzumaki, el ninja de Konoha la insulta y ella acaba con su vida. Más tarde, Inoichi ve en la mente del ninja atrapado por Jiraiya que Konan se encargaba de recoger la entrega de un cuerpo que este sujeto con otro llevaban y le pregunta si es verdad sobre el rumor de que Pain se encuentra escondido en una torre y ella lo ignora, ordenándole que traiga el siguiente cuerpo
Luego, Konan se topa con los miembros del clan Aburame. Más tarde, es invocada por Pain y este le dice que utilizara un Shinra Tensei masivo, haciendo que Konan reaccione advirtiéndole que eso acortará su vida. Luego, los cuerpos de Pain se reactivan, Konan le pregunta por qué realizó esa técnica y Pain le contesta que porque esa es su justicia. En ese momento, Konan le dice que cuidará de él y se traslada con su jutsu de Origami, a donde estaba Nagato y le pide que no utilice tanto chakra. Cuando Nagato se dispone a utilizar el Chibaku Tensei, Konan trata de detenerlo, pero Nagato le pide que guarde silencio y que es la única alternativa para capturar al Zorro. Después de esto Konan, menciona que era demasiado pero el portador del Rinnegan, le dice que no subestime al Jinchuriki Naruto, afirmado haber atrapado a Kurama. Más tarde cuando Naruto encuentra la ubicación de Nagato con la ayuda de su Senjutsu, ella se dispone a luchar contra Naruto, pero Nagato le pide que se aparte y se tranquilice ya que quiere hablar con él. Luego, Konan se sorprende que Naruto soporte el control que Nagato ejercía sobre él y al ver esto le pide a su compañero que acabe con el Uzumaki, pero Nagato le pide nuevamente que se calme ya que quiere escuchar la respuesta de Naruto. Luego, Nagato le explica a Naruto el encuentro con Konan y Yahiko y todo lo que sufrieron y el engaño de Hanzou. Naruto al escuchar la historia sobre Nagato, Yahiko y Konan, le responde que su respuesta es seguir el camino de su maestro Jiraiya, diciéndoles que no los matará,
sorprendiendo a estos. Finalmente Nagato completamente redimido de sus acciones decide resucitar a todos los aldeanos de Konoha que murieron durante el ataque, utilizando el Jutsu de Resurrección del Camino del Samsara, pero al hacer esto, Nagato agota todo su chakra y muere. Previo su muerte Nagato le dice unas últimas palabras de animo a Naruto para que siga el camino que eligió y le desea suerte en sus futuras batallas, luego Konan envuelve a los cuerpos de Nagato y Yahiko en un ataúd de papel. Mientras tanto, Naruto le pregunta a Konan que es lo que hará ahora ya que ella es miembro de Akatsuki, pero Konan le menciona que abandonara a los Akatsuki, ya que Yahiko y Nagato lo eran todo para ella y le explica a Naruto que los sueños de Yahiko y Nagato le fueron confiados a él y que si es así, ella también lo hará y lo apoyará, junto con la Aldea Oculta de la Lluvia, convirtiéndose en la Amekage de la aldea, para conseguir la paz dándole al final unas flores de papel simbolizando la confianza que le deposita.

### Batalla por el Rinnegan
Obito Uchiha, bajo el alias de Madara Uchiha se aparece por sorpresa en la Aldea Oculta de la Lluvia y reclama el Rinnegan que en tiempos pasados pertenecía a Nagato, sin embargo, Konan se niega a dárselo y ambos mientras discuten, comienzan a luchar en las afueras de la Villa. Konan comienza el combate atacando con sus shurikens de origami, que Obito, gracias a su intangibilidad, aguanta estoico. Mientras tanto, ambos debaten sobre la capacidad de Naruto para sacar el lado positivo de las personas, declarando Konan que Obito no tiene derecho a reclamar el Rinnegan de Nagato. Obito responde que no sólo fue él quien instó a Yahiko a crear Akatsuki (si esto fuera cierto, probablemente sería obra del mismo poder ocular con el que controlaba al Cuarto Mizukage), sino que también fue él quien le coloco el Rinnegan a Nagato y que por lo tanto, tiene todo el derecho a reclamarlo, ya que no está sino recogiendo lo que en un principio le pertenecía. Se desconoce la veracidad de esta última afirmación, puesto que Nagato poseía el Rinnegan desde muy pequeño. Entonces, Konan rodea completamente a Obito con su origami, presumiblemente para que si Obito se torna material no pueda moverse. Konan aparece justo delante de él y lo atraviesa, a lo que Obito responde activando su Kamui, intentando introducirla en su interior. Sin embargo, Konan había escondido varios sellos explosivos entre sus origami, detonando en ese mismo instante. Obito, sorprendido, absorbe parte de la explosión con su Kamui y cuando el humo se disipa, vemos que Obito ha perdido su brazo derecho y parte de su máscara, quedando herido. Konan también está maltrecha, y ambos se miran encima del océano en el que disputan. Konan le pregunta si sabe por qué lo traicionaron, respondiendo Obito que ni lo sabía ni le importaba, ya que no era asunto suyo. La respuesta de Konan fue que él era oscuridad, donde las flores no pueden sino morir (opuesto a Naruto, de quien decía que poseía luz) y entonces abre el océano, desvelando que tras una fina capa de agua, millares de papeles de origami dividían el océano en un abismo, sobre el que Obito se precipita.
Obito trata de escapar del lugar usando su Kamui, pero Konan le responde que no dejara que escape esta vez y que tanto ella con Nagato lo estuvieron observando detenidamente durante mucho tiempo y conoce el secreto de su técnica, para poder que su Kamui funcione primero tiene que solidificarse y que para desvanecerse o llevarse a alguien a la otra dimensión sus moléculas tienen que estar unidas firmemente, es decir estar sólido y que además solo puede estar intangible por cinco minutos, Konan procede a activar los 600 billones de sellos explosivos causando una inmensa explosión que duraría unos 10 minutos, intentando darle de lleno en los últimos 5 minutos, donde este no podría hacer nada para evitarlo, ante tal situación y viéndose acorralado por la técnica de Konan de no poder escapar, Obito decide romper la otra mitad de su máscara y utilizar su arma secreta, un Sharingan en su ojo izquierdo que inmediatamente se activa. Después de gastar todo su chakra en esa última técnica recuerda las palabras que les dijeron sus antiguos amigos, pero en ese instante, cuando ella estaba por declarar la muerte de Obito, resulta que este sobrevivió gracias a su Izanagi y acto posterior, el malvado Uchiha aparece por detrás de ella y apuñala sin piedad alguna a Konan con una estaca de metal, mientras se ve que el Sharingan izquierdo que activo el jutsu comienza a cerrarse por los efectos secundarios del uso de dicha técnica. Allí, Obito, le habla un poco de su historia y la del Sabio de los seis Caminos haciéndole saber que este tenía los poderes de los Uchihas y los Senjus, contándole su plan para completarse con el Rinnegan. Al creerla muerta, ya sin chakra, saca su cuchillo del torso de la ninja Origami, pero ésta con sus últimos esfuerzos crea una gran shuriken cortante de papel y ataca a Obito, este la esquiva y Konan lanza una más, lo cual causa una gran explosión al chocar con la primera shuriken, haciendo parecer que corto a Obito, pero el aparece arriba de la explosión, Konan lo ataca con shurikens de papel, Obito se cubre con su estaca de metal que este cargaba, en su ataque Konan logra cortar la estaca de metal y con el pedazo restante Obito llega hacia ella y la toma del cuello haciendo que quede vulnerable y con su Sharingan, la obliga a decirle el paradero del cuerpo de Nagato y posteriormente la estrangula hasta finalmente matarla. Momentos después en el santuario de sus dos admirados amigos, Obito insulta a Nagato por haberlo traicionado y por no saber usar sus poderes y revela que el pelo rojizo es símbolo de que era un miembro del clan Uzumaki y se ha desteñido, posteriormente Obito se lleva el cadáver de Nagato a la dimensión del Kamui y se retira del santuario dejando el cuerpo de Yahiko en el lugar.
Antes de morir Konan recuerda una de las enseñanzas de Jiraiya, en donde aprenden a protegerse de ataques mediante unas tablillas. Luego ella recuerda cómo fueron creciendo y el momento de la partida de Jiraiya, en un momento determindado se le ve curando las heridas de Yahiko hasta el punto de mostrarse cierta relación amorosa entre los dos. Konan antes de dejar la casa en la cual creció con Nagato y Yahiko, deja su tablilla por el lado blanco, y antes de morir envía un trozo de papel manchado de su sangre hasta esa pequeña casa en donde habían vivido y cubre su tablilla indicando así que finalmente murió y después de todo, ella ha "regresado a casa".

## Habilidades
Konan es una ninja de alto nivel al igual que los otros miembros de Akatsuki, por lo que es altamente respetada por su compañero. Tiene un talento natural para el origami, como se puede ver con la flor de papel que tiene en su cabello. Cuando niña, después de entrenar con Jiraiya, podía formar armas de papel mezcladas con su chakra, las cuales podían atravesar la piel fácilmente.
Como una adulta y miembro de Akatsuki, sus poderes crecieron considerablemente. Su entero cuerpo ya se puede transformar en miles de hojas de papel que ella controla, y formarse en cualquier figura. Para viajar largas distancias, ella puede moldear sus papeles en mariposas o aviones de papel para un vuelo rápido, y para el ataque, las hojas forman flechas, shurikens o kunais. Ella también puede paralizar a los enemigos cubriéndolos de hojas, deteniendo sus movimientos. Lo que ha inspirado su título de El Ángel de Dios es su habilidad para que los papeles formen enormes alas para el vuelo o mayor rango de ataque. Los ataques físicos pueden atravesar su cuerpo en tanto que se convierta en hojas de papel, haciéndola invulnerable frente a taijutsu, no solo es un jutsu bastante complejo y también comprende una estética muy elevada. Es muy inteligente como se muestra cuando Jiraiya la ataca y ella identifica el tipo de técnica de este al instante.
Konan pelea con el clan de shino utilizando su kami bushin pero tras ser invocada por Pain por la razón de utilizar el shinra tensei no puede continuar con la pelea.
Konan tiene puntos débiles, ya que Jiraiya la cubrió con aceite, impidiendo que manejara con libertad sus papeles e impidiendo que sus habilidades se pudiera usar temporalmente. Al parecer no le afecta el agua o jutsus de agua aunque sí se vuelven lentos sus movimientos al estar mojada. En la invasión a Konoha, Konan utilizó una técnica para crear un árbol de origami, atribuyendo a las excelentes aptitudes de esta para la infiltración. En su pelea con la familia Aburame muestra que puede crear clones de papel y hacerlos explotar y muestra su inteligencia al mojarse con agua evitando los daños que le ocasionaría el fuego, además, muestra su inmunidad total ante el agua peleando contra Obito y usando sus técnicas de papeles bajo la lluvia y al crear el océano de papel tapado con el agua de la lluvia.

### Misiones completas
- Rango D: 1
- Rango C: 65
- Rango B: 162
- Rango A: 85
- Rango S: 30[1]